# أبو علي الهجري
هارون بن محمد الهجري (توفي نحو 300 هـ - 912 م) هارون بن زكريا، أبو علي الهجري: عالم بالأدب وببلدان الجزيرة العربية.
كان مؤدب أولاد طاهر بن يحيى بن الحسن الحسيني الطالبي.
يرجح أنه من هجر (الأحساء) سكن مكة، واجتمع فيها بالهمداني (صاحب الإكليل) وببعض علماء الأندلس (سنة 288 هـ) واستقر في المدينة. له كتاب «التعليقات والنوادر - خ» قطعتان كبيرتان منه، مهيأتان للطبع في الهند، وجزء منه في دار الكتب (6553) سماه صاحب كشف الظنون «النوادر المفيدة».